# Lars Carlsson (Skilangläufer)
Lars Carlsson (* 8. August 1973) ist ein ehemaliger schwedischer Skilangläufer.

## Werdegang
Carlsson, der für den IFK Umeå startete, nahm im März 1992 in Funäsdalen erstmals am Skilanglauf-Weltcup teil, wobei er den 14. Platz mit der Staffel errang. Im folgenden Jahr gewann er bei den Junioren-Skiweltmeisterschaften in Harrachov mit der Staffel und über 10 km klassisch jeweils die Silbermedaille. In der Saison 1994/95 holte er mit dem 21. Platz über 10 km klassisch seine ersten Weltcuppunkte und wurde im Jahr 2002 schwedischer Meister mit der Staffel. In der Saison 2002/03 erreichte er in Falun mit dem 15. Platz in der Doppelverfolgung seine beste Platzierung im Weltcupeinzel und mit dem 57. Platz im Gesamtweltcup sein bestes Gesamtergebnis. Zudem holte er in Falun mit der Staffel seinen einzigen Weltcupsieg. Beim Saisonhöhepunkt, den nordischen Skiweltmeisterschaften 2003 im Val di Fiemme, belegte er den 27. Platz über 15 km klassisch und den 20. Rang im 30-km-Massenstartrennen. In der Saison 2004/05 absolvierte er in Reit im Winkl seinen letzten Weltcup, welchen er auf dem 78. Platz über 15 km Freistil beendete und lief bei den nordischen Skiweltmeisterschaften 2005 in Oberstdorf auf den 30. Platz im 50-km-Massenstartrennen.

## Erfolge

### Weltcupsiege im Team
| Nr. | Datum         | Ort   | Disziplin           |
| --- | ------------- | ----- | ------------------- |
| 1.  | 23. März 2003 | Falun | 4 × 10 km Staffel 1 |

### Nordische Skiweltmeisterschaften
- 2003 Val di Fiemme: 20. Platz 30 km klassisch Massenstart, 27. Platz 15 km klassisch
- 2005 Oberstdorf: 30. Platz 50 km klassisch Massenstart

### Weltcup-Gesamtplatzierungen
| Saison  | Gesamt | Gesamt |
| Saison  | Punkte | Platz  |
| ------- | ------ | ------ |
| 1994/95 | 10     | 66.    |
| 2001/02 | 5      | 128.   |
| 2002/03 | 57     | 57.    |
| 2004/05 | 3      | 141.   |